# ووادیسواف بورتنوفسکی
ووادیسواف بورتنوفسکی (لهستانی: Władysław Bortnowski; ۱۲ نوامبر ۱۸۹۱ – ۲۱ نوامبر ۱۹۶۶ (۷۵ سال)) تاریخ‌نگار و نظامی اهل لهستان است. او یکی از بلندمرتبه‌ترین افسران ارتش لهستان بود که فرماندهی سپاه پومورزه را در نبرد بزورا طی تهاجم آلمان نازی به لهستان در سال ۱۹۳۹ میلادی برعهده داشت. بورتنوفسکی در سال‌های ۱۹۶۱ و ۱۹۶۲ رئیس انستیتو یوزف پیلسودسکی در آمریکا بود.

## جنگ جهانی جهانی اول
بورتنوفسکی متولد ۱۲ نوامبر ۱۸۹۱ در شهر رادوم، لهستان کنگره وابسته به امپراتوری روسیه است. او پس از پایان تحصیلات مقدماتی برای ادامه تحصیل در رشته پزشکی ابتدا به دانشگاه دولتی مسکو و سپس به دانشگاه یاگیلونیا در کراکوف رفت. از سال ۱۹۰۸ او جزوی از اتحایه مبارزه فعال و از سال ۱۹۱۲ جزوی از انجمن تفنگداران بود. با آغاز جنگ جهانی اول، بورتنوفسکی تحصیل را رها کرد و به هنگ‌های لهستانی پیوست. در نبرد ووچووک طی کریسمس ۱۹۱۴ زخمی گشت و پس از بحران سوگند در ۱۹۱۷ دستگیر شد. او در سال ۱۹۱۸ از اسارت آزاد گشت و فرماندهی شاخه کراکوف سازمان نظامی لهستان را به عهده گرفت.

## میان دو جنگ جهانی

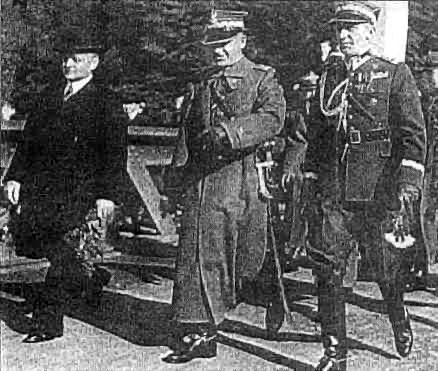
Voivode of Silesia M. Grażyński، مارشال لهستان E. Rydz-Śmigły و ژنرال Wł. بورتنوفسکی در سیزین چک در 12 اکتبر 1938

در اکتبر ۱۹۱۸ بورتنوفسکی با درجه سرهنگ دوم به ارتش تازه تأسیس لهستان پیوست و در محاصره پرزمیسی و لووف شرکت داشت. با آغاز جنگ با شوروی نیز بورتنوفسکی فرماندهی واحدهای مختلفی را در دست داشت.
پس از پایان جنگ لهستان-شوروی او در سال ۱۹۲۰ به مدرسه نظامی سن-سیر در فرانسه رفت و پس از پایان آموزش‌ها در سال ۱۹۲۲ به لهستان بازگشت. بورتنوفسکی در بخش‌های مختلف ارتش لهستان خدمت می‌نمود و در سال ۱۹۳۸ فرماندهی گروه عملیاتی مستقل سیلزی که وظیفه اشغال قسمت‌هایی از چک اسلواکی را پس از توافقنامه مونیخ به عهده داشتند در دست گرفت و ناحیه زائولزی را اشغال نمود. این عملیات شهرت بسیاری را برای بورتنوفسکی به ارمغان داشت و او تصمیم گرفته بود در انتخابات ریاست جمهوری ۱۹۴۰ شرکت نماید.
مدتی پیش از آغاز حمله آلمان نازی بورتنوفسکی درجه سپهبدی را در ۱ مارس ۱۹۳۹ دریافت نمود و فرماندهی سپاه پومورزه به او اعطا گشت.

## جنگ جهانی دوم
با آغاز تهاجم به لهستان سپاه پومورزه از دو جهت مختلف مورد حمله نیروهای آلمان نازی قرار گرفت و ضمن نبردهای سنگینی مانند نبرد جنگل توخولسکه سعی نمود تا خود را به پوزنان و ورشو برساند.
در ۹ سپتامبر سپاه پومورزه به سپاه پوزنان تحت فرماندهی تادئوس کوت‌سبا ملحق گشت و در نبرد بزورا شرکت نمود و پس از پایان این نبرد بورتنوفسکی در ۲۱ سپتامبر توسط نیروهای آلمانی اسیر گشت.

## دوران اسارت و پس از جنگ
بورتنوفسکی باقی طول جنگ را در اسارت آلمان نازی گذراند تا آنکه سال ۱۹۴۵ توسط نیروهای آمریکایی آزاد گشت. او که در تبعید قرار داشت ابتدا به بریتانیای کبیر و سپس به آمریکا مهاجرت نمود و در آنجا از پایه‌گذاران انستیتو یوزف پیلسودسکی در آمریکا بود.
بورتنوفسکی ۲۱ نوامبر ۱۹۶۶ در گلن یارو، نیویورک درگذشت.

## نشان‌ها و جوایز
- نشان فضیلت نظامی
- نشان لژیون دونور فرانسه
- صلیب استقلال
- نشان افتخار تولد لهستان
- صلیب دلاوری (لهستان)
- صلیب لیاقت (لهستان)